# Thorius macdougalli
Thorius macdougalli är en groddjursart som beskrevs av Taylor 1949. Thorius macdougalli ingår i släktet Thorius och familjen lunglösa salamandrar. IUCN kategoriserar arten globalt som sårbar. Inga underarter finns listade i Catalogue of Life.